# Michaela Noll
Pour les articles homonymes, voir Noll.
Michaela Noll, née Tadjadod le 24 décembre 1959 à Düsseldorf, est une femme politique allemande, membre de l'Union chrétienne-démocrate (CDU). Depuis 2002, elle est députée au Bundestag, dont elle est la vice-présidente de janvier à octobre 2017.

## Biographie et carrière

### Jeunesse
Michaela Noll est la fille d'une mère allemande et d'un père banquier iranien, Mostafa Tadjadod, qui a fui son pays après avoir été ministre de l'Économie au sein du gouvernement de Mohammad Reza Pahlavi. Elle grandit chez ses grands-parents en Rhénanie. Elle épouse d'abord  un avocat et donne naissance à leur fils en 1991. Elle se marie une seconde fois en 2002 et prend le nom de Noll peu après avoir été élue députée au Bundestag.
Noll est de confession catholique.

### Formation et carrière professionnelle
Après avoir obtenu l'Abitur au Mataré-Gymnasium de Meerbusch en 1980, elle suit une formation d'interprète anglais, français et espagnol de 1981 à 1982. En 1982, elle commence ses études de droit à l'université de Cologne et à l'université Johann Wolfgang Goethe de Francfort-sur-le-Main. Elle passe son premier examen d'État en droit en 1987, puis le deuxième en décembre 1991. De 1994 à 2002, elle est référente de la Frauen Union de la CDU Rhénanie-du-Nord-Westphalie à Düsseldorf. Elle devient avocate en 2001.

### Parcours au sein de la CDU
De 2010 à 2012, Noll est membre du bureau régional de la CDU Rhénanie-du-Nord-Westphalie (de). Le 4 novembre 2010, elle devient vice-présidente de la CDU de l'arrondissement de Mettmann.

### Députée au Bundestag
Noll est élue députée au Bundestag en 2002 comme candidate de la liste régionale CDU de Rhénanie-du-Nord-Westphalie, puis en 2005 comme candidate élue de la circonscription de Mettmann I (de) avec 47,3 % des premières voix (+ 5 points de pourcentage). Aux élections de 2009, elle s'impose face à Peer Steinbrück à 44,4 % (−2,9 p%) contre 33,8 %. En élections de 2013 est réélue en circonscription avec 49,5 % des premières voix, la CDU remportant 43 % des deuxièmes voix. En élections de 2013, elle s'impose une nouvelle fois en circonscription avec 44,6 % des premières voix, la CDU remportant 34 % des deuxièmes voix.
Noll est membre de plusieurs commissions au Bundestag. Le 19 janvier 2017, elle est élue vice-présidente du Bundestag à la suite de Peter Hintze, décédé en novembre 2016. Elle conserve ce mandat jusqu'à la fin de la 18e législature le 24 octobre 2017.
Au Bundestag, Noll se prononce contre le mariage homosexuel à l'été 2017.